# Punky Brewster
Punky Brewster is een Amerikaanse sitcom, die van 1984 tot 1988 in de Verenigde Staten door NBC werd uitgezonden.

## Personages
Centraal in deze serie staat het dagelijks leven van de 7-jarige Penelope Brewster (gespeeld door Soleil Moon Frye), die door iedereen Punky werd genoemd. Zij woont samen met haar pleegvader, de fotograaf Henry Warnimont (George Gaynes), en haar hond Brandon.
Andere personages zijn Punky's hartsvriendin Cherie Johnson, die samen met haar grootmoeder Betty in het appartement boven Punky woont, en Allen Anderson en Margaux Kramer.

## Uitzending
Van 1985 tot 1987 bracht de VPRO de serie in Nederland op de buis, waarbij alleen seizoen 1 en een deel van seizoen 2 werd uitgezonden. Van 1997 tot 1999 zond Kindernet een deel van seizoen 2 en de seizoenen 3 en 4 uit.
It's Punky Brewster!, een animatie spin-off van Punky Brewster, liep in Amerika van 14 september 1985 tot 4 september 1988.